# Ании
Ании (Akpe, Anii, Baseca, Basila, Bassila, Gisida, «Ouinji-Ouinji», «Winji-Winji») — язык, на котором говорят на территории 18 деревень, на границе с Того, коммуны Басила северо-западной части департамента Донга в Бенине, а также в деревнях Афем, Баланка, Кулуми, Нанджуби префектуры Чамба Центральной области в Того. Этот язык является частью географической группы горных языков Гана-Того (традиционно называется Togorestsprachen или того-ремнантские языки) ветви ква нигеро-конголезской языковой семьи.
Также у ании есть множество диалектов: агерендебу-ка-гиджа (агерендебу), гибаяакуджа (баяку), гибодиджа (боди), гидеенгуджа (денгу), гикодоварджа (кодовари), гипенеланджа (пенелан), гипенесулджа (пенесулу), гисарамангаджа (сараманга), гиседа (басила), гифоланга (гигисо), наагайили-ка-гиджа (нагайиле), нгмееланг-ка-гиджа (мелан), фриньио-ка-гиджа (фриньон) и яари-ка-гиджа (яри). Гиседа является главным диалектом, который понимает взрослое население. Есть высокая взаимопонятность среди диалектов на севере. Сходство в лексике: 89 % с диалектом боди и 74 % с диалектом баланка. В Того в каждой деревне есть уникальное речевое название разновидности, из которых трудно понимаем диалект баланка.
Письменность ании базируется на латинском алфавите.
| Majuscules | A | Ǝ | B | C | Ɖ | E | Ɛ | F | G | Gb | H | I | Ɩ | J | K | Kp | L | M | N | Ny | Ŋ | Ŋm | O | Ɔ | P | R | S | Sh | T | U | Ʊ | W | Y |
| Minuscules | a | ǝ | b | c | ɖ | e | ɛ | f | g | gb | h | i | ɩ | j | k | kp | l | m | n | ny | ŋ | ŋm | o | ɔ | p | r | s | sh | t | u | ʊ | w | y |